# Сэто, Тосики
Тосики Сэто (яп. 飯島 寛騎 Сэто Тосики, род. 7 октября 1995) — японский актёр и модель. Наиболее известен по роли Хиро Кагами/Камэн Райдер Брэйв в сериале «Камэн Райдер Экс-Эйд», в одноимённом сезоне сериала «Kamen Rider». Сотрудничает с японским агентством по поиску талантов Ken-On.

## Биография
Тосики Сэто родился 7 октября 1995 года в Тибе, Япония.
В индустрию развлечений пришел как модель, стажировался и работал с известными косметологами и парикмахерами-стилистами в салонах красоты в Токио.
В 2013 году Сэто был частью Ken-On's Next Generation, а в 2014 году дебютировал в качестве актера в спортивном школьном сериале Мы слабые, но выиграем.
В 2015 году дебютировал в фильме Хроники бездомных, а в августе 2015 года Сэто присоединился к крупнейшему агентству талантов Ken-On.
Прославился благодаря сыгранной роли Хиро Кагами в фильмах и сериалах — Камэн Райдер Экс-Эйд (2016), Камэн Райдер Экс-Эйд Трилогия: Иной конец — Камэн Райдер Брэйв и Снайп (2018), Камэн Райдер Экс-Эйд Трилогия: Иной конец — Камен Рaйдер Генм против Лазера (2018).
В последующие годы он активно снимался как разноплановый актер. Наиболее яркие и запоминающие роли исполнил в таких проектах, как медицинская дорама Белое крыло на веки вечные (2018), романтические сериалы Фальшивая измена (2019) и Выходи за меня! (2020).
В ноябре 2020 года Сэто озвучил главную мужскую роль Араты в фэнтезийном аниме За гранью моего мира

## Личная жизнь
• Сэто ранее пробовался на роль Макото Фуками/Камэн Райдер Спектр в сериале «Камэн Райдер Гост», которая в конечном итоге досталась Рёсукэ Ямамото. Сэто опечалился из-за того, что он не получил эту роль, поскольку он и Ямамото были одного возраста и работали в одном агентстве.
• В отличие от своего персонажа Хиро, он не любит сладкое, так как у него пошла кровь из носа после того, как он съел слишком много конфет в детстве.
• Сэто умеет играть в бейсбол, а его хобби - смотреть фильмы.

## Фильмография

### Телесериалы
| Год     | Название                                 | Роль                           | Телеканал                    | Примечания   | Ссылка |
| ------- | ---------------------------------------- | ------------------------------ | ---------------------------- | ------------ | ------ |
| 2014    | Ойе-сан                                  | Тёдзо                          | YTV                          | ТВ-фильм     |        |
| 2014    | Мы слабые, но выиграем                   | Синтаро Кирью                  | NTV                          |              |        |
| 2014    | Люби меня, пожалуйста?                   | Сатоси Адати                   | YTV                          | 9 эпизод     |        |
| 2015    | Усмешка прошлого                         | Ямамото                        | TV Asahi                     | ТВ-фильм     |        |
| 2015    | Повар императора                         | Косиро Акияма                  | YTV, TBS                     | 8-10 эпизоды |        |
| 2016    | Монтаж                                   | Тамоцу Йокомидзо               | Fuji TV                      |              | [ 5 ]  |
| 2016    | Когда плачут цикады                      | Сатоси Ходзё                   | BS Sky Perfect TV            |              |        |
| 2016–17 | Камэн Райдер Экс-Эйд                     | Хиро Кагами/Камэн Райдер Брэйв | TV Asahi                     | Главная роль | [ 6 ]  |
| 2017    | Свидетель-детектив                       | Ю Киёми                        | TV Asahi                     | 7 эпизод     |        |
| 2018    | Ангелы в белом                           | Сюнъя Хино                     | Fuji TV                      |              |        |
| 2018    | Сигнал                                   | Юя Саито                       | Fuji TV                      | 8-10 эпизоды |        |
| 2018    | Камэн Райдер Зи-О                        | Хиро Кагами/Камэн Райдер Брэйв | TV Asahi                     | 3-4 эпизоды  |        |
| 2018    | Путеводитель по плохим любовным историям | Рё Кокубу                      | TV Asahi                     |              |        |
| 2018    | Законная победа                          | Макото Матимура                | TV Asahi                     | 5 эпизод     |        |
| 2019    | Школа водного бизнеса                    | Тэтта Отакэ                    | TBS, MBS                     |              | [ 7 ]  |
| 2019    | Фальшивая измена                         | Фута Ягами                     | NTV                          |              | [ 8 ]  |
| 2020    | Частный детектив обеденного перерыва     | Кэнто Сакураи                  | NTV, YTV                     |              | [ 9 ]  |
| 2020    | Выходи за меня!                          | Син Акиясу                     | TV Asahi, ABC                | Главная роль | [ 10 ] |
| 2021    | Золушка онлайн                           | Асахи Онода/Леон               | Fuji TV                      | Главная роль | [ 11 ] |
| 2021    | Дом домохозяев                           | Син Макита                     | Telasa                       | Главная роль |        |
| 2021    | Плохие парни предпочитают чай            | Ватару Ямада                   | TV Tokyo, Amazon Prime Video |              | [ 12 ] |
| 2021    | Идеальный мужчина                        | Масами Такано                  | TV Tokyo                     |              |        |
| 2021    | Дядя её мечты                            | Рё Арисугава                   | Fuji TV                      | Главная роль |        |
| 2021    | Принц её мечты                           | Рё Арисугава                   | Fuji TV, FOD                 |              | [ 13 ] |
| 2022    | Смерть Кюна, ой, я не могу остановиться! | Сёя                            | LINE TV                      | Главная роль |        |
| 2022    | Сэмпай, я определенно влюблен!           | Юки Канэда                     | Tunuku Shower                |              |        |
| 2022    | Роппонги класс                           | Кэнто Татибана                 | Netflix, TV Asahi            | 3 эпизод     |        |
| 2023    | Наш микроконец                           | Масуми Нисина                  | ABC                          | Главная роль |        |
| 2023    | Слова для подушки                        | Сатору Нацумэ                  | CBC                          | Главная роль |        |
| 2023    | Спокойно, красавчики сезон 3             | Мотохару Игараси               | TV Tokyo                     | 7 эпизод     |        |
| 2023    | Сыграйте круто, ребята                   | Мотохару Игараси               | TV Tokyo                     | Главная роль |        |
| 2023    | Круто Додзи Данси: Наша Команда          | Мотохару Игараси               | TV Tokyo                     | Главная роль |        |

### Фильм
| Год  | Название                                                                                       | Роль                                                        | Примечания               | Ссылка |
| ---- | ---------------------------------------------------------------------------------------------- | ----------------------------------------------------------- | ------------------------ | ------ |
| 2015 | Хроники бездомных                                                                              | Рюдзи Акияма                                                |                          |        |
| 2016 | Камэн Райдеры Поколение Хэйсэя: Доктор Пакман против Экс-Эйда и Госта с Легендарными Райдерами | Хиро Кагами/Камэн Райдер Брэйв                              |                          |        |
| 2017 | Камэн Райдеры и Супер Сентай: Супер Война Супергероев                                          | Хиро Кагами/Камэн Райдер Брэйв, Камэн Райдер Истинный Брэйв | Двойная роль             |        |
| 2017 | Камэн Сентай Горайдеры                                                                         | Хиро Кагами/Камэн Райдер Брэйв                              | Стриминговый мини-сериал |        |
| 2017 | Камэн Райдер Экс-Эйд: Истинный конец                                                           | Хиро Кагами/Камэн Райдер Брэйв                              | Главная роль             |        |
| 2017 | Камэн Райдер Поколение Хэйсэй - Финал: Билд и Экс-Эйд при поддержке Легендарных Райдеров       | Хиро Кагами/Камэн Райдер Брэйв                              |                          |        |
| 2018 | Камэн Райдер Экс-Эйд Трилогия: Иной конец — Камэн Райдер Брэйв и Снайп                         | Хиро Кагами/Камэн Райдер Брэйв                              | Главная роль             |        |
| 2018 | Камэн Райдер Экс-Эйд Трилогия: Иной конец — Камэн Райдер Генм против Лазера                    | Хиро Кагами/Камэн Райдер Брэйв                              |                          |        |
| 2019 | Парни из группы поддержки                                                                      | Сёу Токугава                                                |                          |        |
| 2020 | Кайдзи: Финальная игра                                                                         | Таити Сугавара                                              |                          | [ 14 ] |
| 2020 | Сто сигналов                                                                                   | Хаято Вада                                                  |                          | [ 15 ] |
| 2020 | За гранью моего мира                                                                           | Син                                                         |                          | [ 16 ] |
| 2021 | У меня не осталось средств на моем пенсионном счету                                            | Юто Гото                                                    |                          | [ 17 ] |

### Variety
| Год  | Название                | Телеканал |
| ---- | ----------------------- | --------- |
| 2015 | Tsūkai TV Suka to Japan | Fuji TV   |

### Участие в видеоклипах
| Год  | Исполнитель | Название           |
| ---- | ----------- | ------------------ |
| 2013 | Рэо Иэйри   | "Chocolate"        |
| 2014 | Судзу       | "you can do it!"   |
| 2014 | Судзу       | "Hikari no Kata e" |
| 2015 | Spyair      | "Fire Starter"     |